# فرانک بوریل (بازیکن فوتبال)
فرانک بوریل (انگلیسی: Frank Burrill؛ 30 August 1892 – ۱۹۶۲ (۶۹−۷۰ سال)) بازیکن فوتبال بود.